# Michael Hodgman

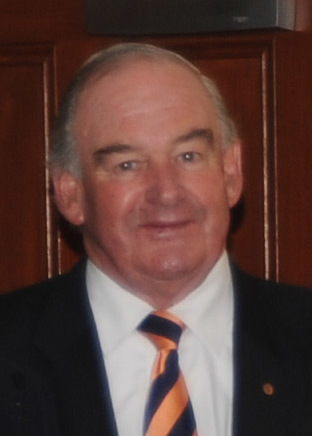
Michael Hodgman (2008)

William Michael Hodgman (* 16. November 1938 in Hobart, Tasmanien; † 19. Juni 2013 ebenda) war ein australischer Politiker (Liberal Party of Australia). Mit öffentlichen Kommentaren hielt er sich nie zurück, weswegen er den Spitznamen „the mouth from the south“ bekam.

## Werdegang
Aus Hodgmans Familie stammen mehrere Politiker. So ist sein Sohn Will Hodgman Premierminister von Tasmanien. Michaels Vater Bill Hodgman und der Bruder Peter Hodgman waren Regionalpolitiker. Michael Hodgman hatte einen Bachelor of Laws inne. Bereits Michaels Ur-Großonkel Thomas Christophers Hodgman war von 1900 bis 1912 Mitglied des tasmanischen House of Assembly.
Am 14. Mai 1966 wurde Hodgman, noch als unabhängiger Kandidat, erstmals in den Legislative Council Tasmaniens gewählt. Am 25. Mai 1974 gab er sein Mandat auf, um erfolgreich für das Australische Repräsentantenhaus zu kandidieren, dem er von 1975 bis 1987 angehörte. Von 1980 bis 1983 war Hodgman Minister für das Hauptstadt-Territorium und assistierender Minister für Industrie und Handel unter Premierminister Malcolm Fraser. Ab 1992 war er Mitglied des tasmanischen House of Assembly, verlor den Sitz aber 1998, als das Parlament von 35 auf 25 Mitglieder verkleinert wurde. 2001 erhielt er den Sitz zurück, als die Stimmen der letzten Wahl neu ausgezählt wurden und der Abgeordnete Ray Groom sich in den Ruhestand verabschiedete. 2002 konnte er seinen Sitz gegen Bob Cheek verteidigen, seinem Parteifreund und Chef der Liberal Party in Tasmanien. 2006 wurde Hodgman nochmals gewählt, entschied sich aber aus gesundheitlichen Gründen 2010 nicht mehr zur Wahl anzutreten. Am 20. März 2010 endete seine Amtszeit.
Neben seiner politischen Karriere war Hodgman ab 1984 Queen’s Counsel. In den Zeiten ohne politisches Mandat arbeitete er als Rechtsanwalt.

## Politische Positionen
Hodgman war ein Befürworter der australischen Monarchie.
Gegen den Ausbau des Lake Pedders zu einem Stausee zur Stromgewinnung setzte er sich erfolglos ein. Auf Bundesebene war er ein scharfer Kritiker der indonesischen Invasion und Annexion Osttimors, die von Australien als einzigem Land weltweit anerkannt wurde.

## Auszeichnungen
- Queen Elizabeth II Silver Jubilee Medal (1977)
- Member des Order of Australia (2012)[4]
- Medaille des Ordem de Timor-Leste (posthum 2019)[5]
- Australian Defence Medal
- Anniversary of National Service 1951–1972 Medal